# Aricia ordesae
Aricia ordesae är en fjärilsart som beskrevs av De Sagarra 1932. Aricia ordesae ingår i släktet Aricia och familjen juvelvingar. Inga underarter finns listade i Catalogue of Life.